# Allocosa sefrana
Allocosa sefrana är en spindelart som först beskrevs av Schenkel 1937.  Allocosa sefrana ingår i släktet Allocosa och familjen vargspindlar.
Artens utbredningsområde är Algeriet. Inga underarter finns listade i Catalogue of Life.